# Epomophorus minimus
Il pipistrello della frutta dalle spalline dell'Africa orientale (Epomophorus minimus  Claessen & de Vree, 1991) è un pipistrello appartenente alla famiglia degli Pteropodidi, diffuso nell'Africa orientale.

## Descrizione

### Dimensioni
Pipistrello di medie dimensioni con la lunghezza della testa e del corpo tra 96 e 115 mm, la lunghezza dell'avambraccio tra 54 e 67 mm, la lunghezza delle orecchie tra 16 e 20 mm e un peso fino a 53 g.

### Aspetto
Il colore del corpo è simile a Epomophorus labiatus, con una macchia bianca sul ventre ed un collare più scuro presente nei maschi. Sono presenti 6 solchi palatali, di cui 2 post-dentali.

## Biologia

### Alimentazione
La sua dieta è probabilmente associata ai climi aridi del suo habitat.

## Distribuzione e habitat
Questa specie è diffusa in Etiopia, Kenya, Somalia meridionale, Tanzania settentrionale e Uganda occidentale.
Vive nelle Savane secche e aride.

## Conservazione
La IUCN Red List, considerato il vasto Areale e la popolazione numerosa, classifica E.minimus come specie a rischio minimo (Least Concern)).